# Lithocarpus glutinosus
Lithocarpus glutinosus là một loài thực vật có hoa trong họ Cử. Loài này được (Blume) Soepadmo mô tả khoa học đầu tiên năm 1970.